# Геро фон Веттин
Геро фон Ветин (нем. Gero von Wettin) или Геро фон Брена (нем. Gero von Brehna; ок. 1020 — после 1089) — граф Брены с 1034, граф Камбурга, сын Дитриха II фон Веттин и Матильды Мейсенской.

## Биография

### Правление
После смерти графа Дитриха II Веттинские владения были разделены между его четырьмя сыновьями. Геро вместе с братом Тимо унаследовал часть Айленбургского графства, получившую название графство Брена. Позже Геро получил также графство Камбург.
О жизни Геро известно не очень много. Во время восстания саксонской знати против императора Генриха IV Геро, как и двое его братьев (Деди II и Тимо), принимали в нём участие. Также враждовали с императором и двое сыновей Геро — Дитрих и Вильгельм, в то время как третий сын, епископ Наумбурга Гюнтер, поддерживал Генриха IV. Однако позже и Геро перешёл на сторону императора: это произошло не позднее 1088 года.
Точный год смерти графа Геро не известен. Последний раз он упоминается в 1089 году.

### Брак и дети
Жена: Берта (ум. 17 сентября до 1089), возможно дочь графа Шварцбурга Сиццо II, вдова Поппо фон Випра. Дети:
- Дитрих (ум. 14 октября 1089/1115), граф Брены
- Вильгельм (ум. 7 марта 1089/1115), граф Камбурга
- Гюнтер I (ум. 1 апреля 1089), епископ Наумбурга
- Вилла, аббатиса Гербштедта
- Титбурга, монахиня в Гернроде